# Jakob Brod
Jakob Brod – niemiecki strzelec, mistrz świata.
Był związany z Ingolstadt, zawodnik tamtejszego klubu FSG Ingolstadt.
Podczas swojej kariery Jakob Brod zdobył dwa medale na mistrzostwach świata – oba na turnieju w 1939 roku. Indywidualnie został mistrzem świata w karabinie wojskowym z 300 m, wyprzedzając Lauriego Kaarto i Alberta Salzmanna. Wywalczył również srebrny medal w drużynowym strzelaniu z karabinu małokalibrowego stojąc z 50 m (skład zespołu: Jakob Brod, Albert Sigl, Erich Spörer, Richard Sturm, Karl Steigelmann). 

## Medale mistrzostw świata
Opracowano na podstawie materiałów źródłowych:
| Mistrzostwa  | Konkurencja                                   | Wynik             | Miejsce |
| ------------ | --------------------------------------------- | ----------------- | ------- |
| Lucerna 1939 | Karabin wojskowy stojąc, 300 m                | 334 pkt.          |         |
| Lucerna 1939 | Karabin małokalibrowy stojąc, 50 m, drużynowo | 1859 pkt. (druż.) |         |